# Guy Pervillé
Guy Pervillé, né en 1948 dans l'Oise, est un historien français, spécialiste de l'histoire de l'Algérie coloniale, du nationalisme algérien et de la guerre d'Algérie,.

## Biographie
Ancien élève de l'École normale supérieure 1969-1973, puis pensionnaire de la Fondation Thiers (1975-1978), Guy Pervillé est chargé de cours à l'université de Rouen de 1979 à 1981. Il est ensuite assistant à l'université de Limoges (1981-1987) et maître de conférences à l'université Michel de Montaigne-Bordeaux 3 (1987-1995). Il devient professeur d'histoire contemporaine à l'université de Nice (1995-1999).
Depuis 2000, il est professeur à l'université Toulouse-Jean-Jaurès, où il est responsable du groupe de recherche en histoire immédiate (GRHI).
En novembre 2010 Guy Pervillé conteste la « censure » d'un article concernant la guerre d'Algérie par le ministère de la Culture et de la Communication.

## Publications
- Histoire iconoclaste de la guerre d'Algérie et de sa mémoire, Paris, Vendémiaire, coll. « Chroniques », 2018, 661 p. (ISBN 978-2-36358-314-7, présentation en ligne).
- Oran, 5 juillet 1962 : leçons d'histoire sur un massacre, Paris, Vendémiaire, coll. « Chroniques », 2014, 315 p. (ISBN 978-2-36358-131-0, présentation en ligne).
- Les accords d'Évian (1962) : succès ou échec de la réconciliation franco-algérienne (1954-2012), Paris, Armand Colin, coll. « U. Histoire. Les évènements fondateurs », 2012, 288 p. (ISBN 978-2-200-24907-6).
- La France en Algérie : 1830-1954, Vendémiaire, 2012.
  - Prix maréchal-Louis-Hubert-Lyautey de l’Académie des sciences d’outre-mer.
- La Guerre d’Algérie : histoire et mémoires, Bordeaux, Éditions du Centre régional de documentation pédagogique (CRDP), 2008.
- La Guerre d’Algérie, PUF, coll. « Que sais-je ? », 2007 ; rééd. 2012.
- Atlas de la guerre d'Algérie : de la conquête à l'indépendance  (cartographie de Cécile Marin), Paris, Autrement, coll. « Atlas-mémoires », 2003, 63 p. (ISBN 2-7467-0301-7, présentation en ligne). Nouvelle édition augmentée : Atlas de la guerre d'Algérie : de la conquête à l'indépendance  (cartographie de Cécile Marin), Paris, Autrement, coll. « Atlas-mémoires », 2011, 72 p. (ISBN 978-2-7467-1614-8).
- Pour une histoire de la guerre d'Algérie, 1954-1962, Paris, Éditions Picard, coll. « Signes du temps », 2002, 356 p. (ISBN 2-7084-0637-X, présentation en ligne), [présentation en ligne], [présentation en ligne].
- Alger 1940-1962, une ville en guerres, ouvrage collectif dirigé par Jean-Jacques Jordi et Guy Pervillé, Paris, Autrement, 1999.
- L’Europe et l’Afrique de 1914 à 1974, Paris et Gap, Ophrys, 1994.
- 1962 : la paix en Algérie, Paris, La Documentation française, coll. « Les médias et l'événement », 1992, 96 p. (ISBN 2-11-002675-8, présentation en ligne).
- De l’empire français à la décolonisation, Paris, Hachette, Carré-Histoire, 1991 ; cinq éditions de 1991 à 1996.
- Les Étudiants algériens de l’Université française, 1880-1962, Paris, Éditions du CNRS, 1984, préface de Charles-Robert Ageron ; réédition Alger, Casbah Éditions, 1997.